# Conops aureocinctus
Conops aureocinctus är en tvåvingeart som beskrevs av Krober 1915. Conops aureocinctus ingår i släktet Conops och familjen stekelflugor. Inga underarter finns listade i Catalogue of Life.